# ماهر المطيري
ماهر منير المطيري لاعب كرة قدم سعودي ، يلعب في خط الوسط في نادي الزلفي.

## مسيرة اللاعب
لعب مع النادي العربي ونادي الحزم ونادي التقدم ونادي النهضة ونادي الزلفي.

## روابط خارجية
- ماهر المطيري على موقع قاعدة بيانات كرة القدم.إي يو (الإنجليزية)
- ماهر المطيري على موقع Soccerway.com (الإنجليزية)
- ماهر المطيري على موقع كووورة